# Khadija Njie Sanusi
Khadija Njie Sanusi (auch: Njie-Sanusi) ist eine gambische Funktionärin im Schwimmsport.

## Leben
2011 wurde sie zur Vizepräsidentin des gambischen Schwimmverbands Gambia Swimming Association (GSA) gewählt, trat aber später zurück.
Am 4. April 2015 wurde sie ohne Gegenkandidatur zur Präsidentin der GSA gewählt. Aufgrund einer Erkrankung war sie selbst bei der Wahl nicht anwesend. Sie folgte damit auf den Amtsinhaber Pa Alieu Jallow, der den Posten seit November 2013 innegehabt hatte und seine Kandidatur kurzfristig zurückgezogen hatte. Sie war zu diesem Zeitpunkt Mitglied des SBEC Swimming Club des Shiloh Bilingual Education Centre (SBEC School) in Bijilo.
Mitte Februar 2017 gab sie in einem Brief an den Verband ihren Rücktritt bekannt. Sie war mit ihrem Mann nach Ghana umgezogen.
Zur Nachfolgerin als Präsidentin wurde im April 2018 Bintou Huma gewählt.